# Renatus Njohole
Renatus Njohole (* 16. Juni 1980) ist ein tansanischer Fußballspieler, er spielt auf der Position eines Mittelfeldspielers.
Renatus Njohole begann seine Karriere bei Mirambo, zur Saison 1997/98 wechselte er dann zum Simba SC, wo er in der Folge zwei Spielzeiten blieb. Zur Saison 1999/2000 wechselte der Tansanier in die Schweiz zu Yverdon-Sport FC, hier konnte er sich erst in der dritten Saison (nach dem Abstieg in die Challenge League), durchsetzen und kam in der Folge regelmäßig zum Einsatz. Nach fünf Saisons in Yverdon wechselte er dann zum 2. Liga-Verein FC Valmont, hier blieb er jedoch nur kurz und nach nicht einmal einer Saison wechselte Njohole zum Challenge-League-Aufsteiger FC Baulmes und kehrte damit wieder ins Profigeschäft zurück.

## Vereine
Stand März 2007
- Mirambo 1996/97 18 Spiele – 2 Tore
- Simba SC 1997/98 32 Spiele – 4 Tore
- Simba SC 1998/99 25 Spiele – 6 Tore
- Yverdon-Sport FC Nationalliga A 1999/00 16 Spiele – 0 Tore
- Yverdon Sports Super League 2000/01 8 Spiele – 0 Tore
- Yverdon Sports Challenge League 2001/02 26 Spiele – 0 Tore
- Yverdon Sports Challenge League 2002/03 21 Spiele – 1 Tor
- Yverdon Sports Challenge League 2003/04 23 Spiele – 5 Tore
- FC Valmont 2. Liga interregional 2004/05 12 Spiele – 1 Tor
- FC Baulmes Challenge League 2004/05 17 Spiele – 1 Tor
- FC Baulmes Challenge League 2005/06 31 Spiele – 4 Tore
- FC Baulmes Challenge League 2006/07 11 Spiele – 1 Tor (bisher)

## Zusammenfassung
- Super League 24 Spiele – 0 Tore
- Challenge League  129 Spiele – 12 Tore
- Tansania 75 Spiele – 12 Tore

Total: 228 Spiele – 24 Tore

## Nationalmannschaft
Stand Mai 2006
Statistik:
- Debüt:
- Abschied:
- Gesamt: 4 Spiele – 0 Tore

| Personendaten    | Personendaten               |
| ---------------- | --------------------------- |
| NAME             | Njohole, Renatus            |
| KURZBESCHREIBUNG | tansanischer Fußballspieler |
| GEBURTSDATUM     | 16. Juni 1980               |
| GEBURTSORT       | Tansania                    |